# El desierto de los tártaros
El desierto de los tártaros (en italiano Il deserto dei Tartari) es una novela del escritor italiano Dino Buzzati publicada en 1940. Considerada la obra maestra de Buzzati, en 1976 fue llevada al cine por Valerio Zurlini. Jorge Luis Borges escribió el prólogo de la traducción al español, en la cual elogia tanto a la obra como al autor.

## Argumento
La novela está ambientada en un país ficticio. La trama sigue la vida del segundo teniente Giovanni Drogo desde el momento en que, convertido en oficial, es destinado por primera vez a la fortaleza Bastiani, muy lejos de la ciudad. La fortaleza, el último puesto de avanzada en las fronteras del norte del Reino, domina la desolada llanura llamada el "desierto de los tártaros", que alguna vez fue escenario de ruinosas incursiones por parte de los enemigos. Sin embargo, no han aparecido amenazas en ese frente durante incontables años; la fortaleza, ahora privada de su importancia estratégica, es ahora solo un edificio encaramado en una montaña solitaria, de la que muchos incluso ignoran su existencia. 
Después de un viaje a caballo de varios días, Drogo llega a su destino, pero su primera impresión es negativa. Le confiesa al mayor Matti que quiere pedir un puesto más cercano a la ciudad y este le aconseja esperar cuatro meses hasta el examen médico periódico, después del cual podría hacerlo trasladar por motivos de salud. Drogo consiente e inmediatamente se arrepiente de haberlo hecho, pero en este lapso sucumbe al encanto de los inmensos espacios desérticos que se abren hacia el norte. La vida en la fortaleza de Bastiani transcurre de acuerdo con las estrictas normas que impone la disciplina militar y ejerce un cierto hechizo sobre los soldados, que les impide abandonarla. Los militares se apoyan en una sola esperanza: ver aparecer al enemigo en el horizonte, contra las expectativas de todos. Enfrentarse a los tártaros, combatirlos, convertirse en héroes: esa sería la única manera de devolverle importancia a la fortaleza, de demostrar su valía y, en definitiva, de dar sentido a los años perdidos en la frontera. 
El día del examen médico, que debería comprobar su incapacidad para el servicio en la fortaleza, Drogo la ve de pronto transformada; ante sus ojos se expande enormemente con pasarelas, terrazas y muros que nunca ha visto. El salvaje paisaje del norte le parece hermoso. Renuncia al traslado y se deja fascinar por los hábitos tranquilizadores y repetitivos que marcan el tiempo en la fortaleza, por la esperanza, compartida por otros compañeros, de la gloria futura. 
Un día, un soldado que salió a recuperar un caballo extraviado regresa, pero, habiendo olvidado la contraseña, es abatido por un centinela, que si bien lo reconoció, se atiene a las estipulaciones del reglamento. 
Algún tiempo después parece que está por suceder lo que todos esperan: largas columnas de hombres armados se acercan desde el norte a través de la llanura desierta. La fortaleza está en ebullición, los soldados sueñan con la batalla y la gloria, pero resulta que no son tártaros, sino soldados del reino vecino que vienen a definir la línea fronteriza. 
Después de cuatro años, Drogo vuelve a casa de permiso, pero ya no se encuentra en los ritmos de la ciudad: tiene una sensación de alienación y desconcierto al volver a su viejo mundo, a una casa que ya no puede decir que sea la suya, a los afectos de los que ya no sabe hablar. 
Acude a un general para obtener un traslado, como sería la práctica después de cuatro años en la fortaleza, pero el superior le comunica que el personal de la fortaleza será reducido drásticamente y que muchos de sus compañeros han solicitado el traslado antes que él, sin que el lo supiera. 
Drogo vuelve a la fortaleza y sus ritmos inmutables. Ahora la guarnición es apenas suficiente. El colega teniente Simeoni cree ver movimiento en el fondo de la llanura norte, el comandante es el primero en defraudarlo. De hecho, con el tiempo se constata que el reino del norte probablemente esté construyendo un camino directo a las montañas fronterizas, pero se necesitarán quince años de trabajo a través del vasto desierto para llegar a las inmediaciones de la fortaleza. Mientras tanto, todos se han acostumbrado a considerarlo un trabajo de ingeniería civil. 
A la espera de la "gran ocasión" se consume la vida de los soldados de la guarnición; para ellos, pasan inadvertidos los meses y los años. Drogo verá morir a algunos de sus camaradas, otros abandonarán la fortaleza siendo jóvenes o viejos. Después de treinta años de servicio, se convierte en mayor y subcomandante de la fortaleza. Una enfermedad del hígado lo obliga a guardar cama. De improviso sucede lo que habría de justificar su vida entera en este puesto de avanzada: la guerra contra el reino del norte, que trae tropas y artillería por el camino. Pero mientras dos regimientos de refuerzo llegan a la fortaleza Bastiani, el comandante y su antiguo colega Simeoni evacúan al enfermo Drogo para acomodar a los nuevos oficiales en su habitación. 
La muerte se apoderará de él estando solo, en una habitación anónima de una posada remota, pero sin sentimientos de ira o decepción. Drogo, en efecto, reflexionando sobre toda su vida, comprende en sus últimos momentos cuál era realmente su misión, la oportunidad de demostrar su valor que había estado esperando toda su vida: enfrentarse con dignidad a la muerte, exiliado entre gente desconocida. Drogo, por tanto, no alcanza el objetivo de su existencia, sino que derrota al mayor enemigo: no la muerte sino el miedo a morir. Con la conciencia de haber librado esta batalla decisiva, Drogo muere como un verdadero soldado, reconciliado con su historia, a la que finalmente ha encontrado un sentido que va más allá de su individualidad. 

## Cubierta
El propio Buzzati, pintor, además de escritor y escenógrafo, realizó el diseño de la portada para la obra. Se trata de un óleo sobre lienzo que muestra en primer plano el uniforme y la gorra de un oficial, y de fondo el desierto con en caballo negro (el mismo que protagoniza varias escenas de gran tensión en la mitad de la obra).
El cuadro recuerda la obra de pintores surrealistas, sobre todo René Magritte.

## Interpretación
Buzzati dijo en una entrevista, que la obra nació durante los años en que trabajó en la redacción del Corriere de la Sera, de 1933 a 1939. Trabajaba todas las noches y era un trabajo bastante tedioso y monótono, pasaban los meses, pasaban los años y se preguntaba si siempre iba a ser así, si la esperanza, los sueños inevitables de cuando se es joven, se iban a atrofiar de esa manera. Muy a menudo tuvo la idea de que esa rutina tenía que continuar sin fin y que habría consumido su vida innecesariamente. Es un sentimiento común, cree, a la mayoría de los hombres, especialmente para aquellos que están encasillados en los horarios de la ciudad. La transposición de esta idea a un fantástico mundo militar fue casi instintiva para él. El ambiente militar le pareció más adecuado para enmarcar el tema de una vida que transcurre inútilmente y sin expectativas.
El cuento comparte con Ante la ley, de Kafka, el tema de la espera y la perpetua postergación. El tiempo se convierte en algo irreal: el pasado ya no existe y es inalcanzable, el presente transcurre carente de matices y variaciones, el futuro es nada más que la proyección de deseos cuya realización es improbable.
También la geografía tiene el carácter de lo indefinido: no se sabe nada sobre el país donde tiene lugar la trama, yermo y desolado, nada sobre el enemigo y sus intenciones, nada sobre el gobierno distante y su actitud hacia el puesto más lejano de su propio poder. Los tártaros tienen una existencia mítica, el estado que defiende el protagonista no es definido y el reino del norte no se manifiesta. El protagonista se pierde en tres laberintos: el de la melancolía en la ciudad, el real de la Fortaleza y el interminable del desierto.
Bastiani no es solo un lugar desolado, de rituales vacíos, un lugar de renuncia y espera, de monotonía y aburrimiento, sino implica también esperanza y promesa. Si el enemigo llegara, adquiriría sentido la inútil rutina cotidiana. La lucha y el heroísmo serían la justificación de una vida desperdiciada. La contrapartida de las esperadas hazañas militares la constituye la única muerte violenta, la del soldado que retorna a la fortaleza y es muerto por un camarada que se atiene a la rígida disciplina. A falta de enemigos se puede, por lo menos, estar orgulloso de mantener el orden. Se ha dicho al respecto que „no es que no haya heroísmo, sino que lo que se da es un heroísmo inverso, hueco, vaciado de sustancia, por omisión“

## Influencia
La obra ha influenciado notablemente la novela contemporánea dentro y fuera de Italia. Un ejemplo es Esperando a los bárbaros, novela de Coetzee publicada en 1980.

## Adaptación cinematográfica
La novela fue llevada al cine en 1976 por el director italiano Valerio Zurlini. Su adaptación omite y altera determinadas partes de la obra, extendiéndose, no obstante, por encima de las dos horas de duración. La película se focaliza mucho menos en Drogo que la novela, omitiendo por completo su vida fuera de la Fortaleza (salvo al principio de la obra) y obviando por tanto su relación con sus antiguos amigos y su propia madre. Así, Zurlini penetra mucho menos en los pensamientos de Drogo que el narrador omnisciente de la novela, de modo que el espectador no llega a comprender por qué Drogo duda entre irse y quedarse en la Fortaleza, y su relación con el capitán Ortiz se desarrolla mucho menos.
La película comienza siendo narrada por la madre de Drogo, mientras que en la novela es constante el narrador omnisciente. En el filme se omite el largo camino de Drogo antes de encontrarse con el capitán Ortiz de camino a la Fortaleza. Tampoco se explica que el soldado Lazzari creía inicialmente que el caballo extraviado era el suyo. Los sueños alegóricos de Drogo, tan importantes en la novela, son también eliminados en la película. La escena final es muy diferente, ya que en la novela Drogo muere de noche en una posada, tras sonreír por última vez, mientras que en la película muere de día, aún en el carruaje e inexpresivo.